# Тарасівська
Тарасівська — ботанічна пам'ятка природи.
Об'єкт розташований на території Тальнівської міської громади Звенигородського району Черкаської області, на березі річки Гірський Тікич.
Площа — 6,5 га.
Статус отриманий 2023 року.
Охороняється територія степового схилу на лівому березі річки Гірський Тікич, де зростають рідкісні рослини: сон розкритий, горицвіт весняний, ковила волосиста, шафран сітчастий,
які занесені до Червоної книги України.